# 조요
조요(趙堯, ? ~ ?)는 중국 전한의 관료다. 고조의 공신이며, 어사대부를 지냈다.

## 행적
원래는 고조의 부새어사(符璽御史)였다. 고조가 혜제 대신 조은왕을 태자로 삼으려다 결국은 포기하고 조나라 왕에 봉했는데, 나중에 조은왕이 해를 입을 것을 염려했다. 조요는 고조를 모시다가 고조가 즐거워하지 않고 슬픈 노래를 부르자, 여러 신하들 중에서 홀로 고조의 근심의 원인을 지적했다. 고조가 해결책을 묻자 귀하고 강한 신하를 조나라 승상으로 삼도록 진언하면서 어사대부 주창을 추천했다. 고조는 주창 대신 조요를 어사대부로 삼았다. 진희의 난 진압에서 공적을 세워 강읍후(江邑侯)에 봉해졌다.
혜제 치하에서도 어사대부로 섬겼다. 혜제가 죽고 고후 원년(기원전 187), 고황후가 정권을 쥐자, 조은왕을 위해 계책을 세워준 것을 고황후가 원망했기에, 처벌을 받고 어사대부에서 면직됐고 작위를 잃었다.